# Isabella Abbott

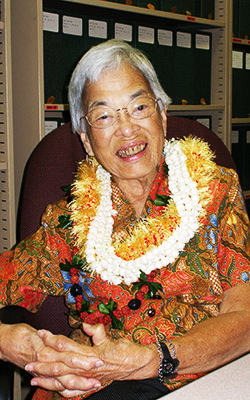
Isabella Abbott

Isabella „Izzie“ Aiona Abbott (geborene Isabella Kauakea Yau Yung Aiona; * 20. Juni 1919 in Hāna (Hawaii-Territorium); † 28. Oktober 2010 in Oʻahu (Hawaii)) war eine hawaiische Pädagogin, Autorin, Phykologin und Ethnobotanikerin. Sie war die erste gebürtige Hawaiierin, die einen Doktortitel Ph.D. in Naturwissenschaften erhielt und eine führende Expertin für pazifische Meeresalgen wurde.

## Herkunft und Bildung
Isabella Kauakea Yau Yung Aiona wuchs als zweitjüngstes und einziges Mädchen in einer Familie von 8 Geschwistern auf. Ihr hawaiischer Name bedeutet nach ihrer eigenen Deutung „weißer Regen von Hana“ (englisch „white Rain of Hana“)  und sie war als „Izzie“ bekannt. Ihr Vater war ethnisch chinesisch und ihre Mutter eine gebürtige Hawaiierin. Ihre Mutter lehrte sie über essbare hawaiische Meeresalgen bzw. Meeresfrüchte (englisch Hawaiian seaweeds) und den Wert und die Vielfalt der einheimischen Pflanzen Hawaiis. Sie wuchs in Honolulu in der Nähe von Waikīkī auf, wo sie bis 1937 die „Kamehameha-Schule“ besuchte. Nach einem Studium der Botanik an der University of Hawaiʻi at Mānoa erhielt sie 1941 ihren Bachelor, nach einem weiteren Botanikstudium an der University of Michigan im Jahr 1942 ihren Master und 1950 nach ihrer Promotion an der University of California, Berkeley den Doktortitel Ph.D. in Botanik als erste Hawaiierin.
Sie heiratete den Zoologen Donald Putnam Abbott (1920–1986), der sowohl an der Universität von Hawaii als auch in Berkeley ein Kommilitone von ihr war. Das Paar zog nach Pacific Grove in Kalifornien, wo ihr Mann an dem von der Stanford University betriebenen Marinelabor „Hopkins Marine Station“ lehrte. Da zu jener Zeit Frauen nur selten für akademische Posten in Betracht gezogen wurden, verbrachte sie die meiste Zeit mit der Erziehung ihrer Tochter Annie Abbott Foerster, während sie die Algen der kalifornischen Küste studierte. Sie passte Rezepte an, um die lokale Braunalge der Gattung  Nereocystis in Lebensmitteln wie Kuchen und Pickles verwenden zu können.

## Karriere
Im Jahr 1966 wurde sie wissenschaftliche Mitarbeiterin und lehrte als Dozentin an der Hopkins Marine Station. Sie stellte ein Buch über Meeresalgen der Monterey-Halbinsel (englisch Monterey Peninsula) zusammen, das später um die gesamte kalifornische Küste erweitert wurde. 1969 wurde sie mit dem „Darbaker-Preis“ der „Botanical Society of America“ ausgezeichnet. 1972 wurde sie als Professorin an die Stanford University berufen.
1982 gingen sie und ihr Ehemann in den Ruhestand und zogen zurück nach Hawaii, wo sie von der University of Hawaii angestellt wurde, um Ethnobotanik sowie die Interaktion von Menschen und Pflanzen zu studieren.
Abbott war Autorin von acht Büchern und über 150 Publikationen. Sie galt als die weltweit führende Expertin für hawaiische Algen, in der hawaiischen Sprache als Limu bekannt. Ihr wurde die Entdeckung von über 200 Arten zugeschrieben, von denen mehrere nach ihr benannt wurden, darunter die Gattung Abbottella aus der Familie der Rhodomelaceae (Rotalgen). Dies brachte ihr den Spitznamen „First Lady of Limu“ ein.
1993 erhielt sie „für ihre umfassenden Untersuchungen zur Biogeographie und Systematik mariner Algen im östlichen und zentralen Pazifik, mit Schwerpunkt auf Rhodophyta, den Rotalgen“, die „Charles Reed Bishop Medal“ und 1997 die „Gilbert Morgan Smith Medal“ der National Academy of Sciences.
Von 1980 bis zu ihrer Pensionierung 1982 war sie G. P. Wilder Professorin für Botanik, danach zog sie mit ihrem Mann nach Hawaii, wo sie ihre Forschungen als Professorin Emerita für Botanik an der University of Hawaii fortsetzte. Im Bernice P. Bishop Museum (BPBM) war sie Mitglied des Vorstands. Im November 1997 war sie Mitverfasserin eines Aufsatzes im Honolulu Star-Bulletin, in dem sie die Treuhänder der Kamehameha-Schulen kritisierte, was zu deren Umstrukturierung führte.
2005 wurde sie von der „Honpa Hongwanji Mission of Hawaii“ zum „Living Treasure of Hawai'i“ ernannt.
Isabella Abbott galt als die führende Autorität auf dem Gebiet der Erforschung von Algen des Pazifischen Ozeans, wofür sie 2008 einen Preis für ihr Lebenswerk vom „Hawaii Department of Land and Natural Resources“ (DLNR) (deutsch Hawaiisches Ministerium für Land und natürliche Ressourcen) für ihre Studien über Korallenriffe erhielt.
Um Isabella Aiona Abbott als Person bzw. als Autorin bei der Zitierung eines botanischen Namens anzugeben, wird das Standard-Autorenkürzel I.A.Abbott verwendet.

## Tod und Vermächtnis
Isabella Kauakea Aiona Abbott starb am 28. Oktober 2010 im Alter von 91 Jahren in ihrem Haus in Honolulu. Zu ihren Hinterbliebenen gehören ihre Tochter Annie Abbott Foerster und eine Enkelin, die beide in Hawaii leben. Um Abbotts Vermächtnis und ihre Karriere als Botanikerin zu bewahren, richtete die University of Hawaii ein Stipendium ein, um die Forschung von Hochschulabsolventen in hawaiischer Ethnobotanik und Meeresbotanik zu unterstützen.

## Publikationen (Auswahl)
- Brackish-Water Algae from the Hawaiian Islands, Pacific Science, Oktober 1947.[21]
- On Schimmelmannia from California and Japan, Pacific Naturalist 2: S. 379–386, 1961.[22]
- Marine Algae of California, mit George J. Hollenberg, Stanford University Press, 1976. OCLC 3242465
- Yamadaella, a new genus in the Nemaliales (Rhodophyta), Phycologia, 1970.
- Contributions to the systematics of Benthic Marine Algae of the North Pacific: Proceedings of a seminar on the contributions of culture, laboratory, field and life history studies to the systematics of benthic marine algae of the Pacific, mit Munenao Kurogi und dem United States-Japan Cooperative Science Program, Verlag: Kobe, Japanese Society of Phycology, 1972. OCLC 805459
- Limu: an ethnobotanical study of some edible Hawaiian seaweeds, mit Eleanor Horswill Williamson, Pacific Tropical Botanical Garden, 1974.
- How to know the seaweeds, mit Elmer Yale Dawson, Dubuque, Iowa: W. C. Brown Co.,1978. OCLC 910354390
- Pacific Seaweed Aquaculture: Proceedings of a Symposium on Useful Algae, mit Michael S Foster und Louise F. Eklund, La Jolla, California: California Sea Grant College Program, 1980. OCLC 910354390
- Taxonomy of economic seaweeds : with reference to some Pacific and Caribbean species, mit James N. Norris und der University of California (System). Sea Grant College Program, 1985. OCLC 12719022
- A taxonomic assessment of the species of liagora nemaliales rhodophyta recognized by j. agardh based upon studies of type specimens, Cryptogamic Botany 1(4): 308–322, 1990.[23]
- Lāʻau Hawaiʻi: traditional Hawaiian uses of plants, Honolulu, Hawaii: Bishop Museum Press, 1992. OCLC 243773016
- New Species and Notes on Marine Algae from Hawai'i., University of Hawaii Press, April 1996. OCLC 650874192
- Ethnobotany of seaweeds: clues to uses of seaweeds, Hydrobiologia, Kluwer Academic Publishers, Juli 1996.[24]
- The new genus and species Ossiella pacifica (Griffithsieae, Rhodophyta) from Hawaii and Norfolk Island, Pacific Ocean, mit Alan J. K. Millar, Journal of Phycology, 1997. OCLC 197916832
- Some new species and new combinations of marine red algae from the central Pacific, Phycological Research, Juni 1998. OCLC 5153543133
- Studies in the Liagoraceae (Nemaliales, Rhodophyta) I. The genus Trichogloea, mit John Marinus Huisman, 2005. OCLC 5153548819
- Hawaiian reef plants, mit John Marinus Huisman und Celia M. Smith, Honolulu, Hawaii: University of Hawai'i Sea Grant College Hawaiian Reef Plants-Program, 2007. OCLC 804226926
- Marine Benthic Algae of Johnston Atoll: New Species Records, Spatial Distribution, and Taxonomic Affinities with Neighboring Islands, mit Roy T. Tsuda, Peter S. Vroom et al., Honolulu, University of Hawaii Press, Oktober 2010. OCLC 806482119